# Euploea claudius
Euploea claudius är en fjärilsart som beskrevs av Fabricius 1787. Euploea claudius ingår i släktet Euploea och familjen praktfjärilar. Inga underarter finns listade i Catalogue of Life.